# Gothgau
Gothgau (nep. गोठगाउँ) – gaun wikas samiti w środkowej części Nepalu w strefie Dźanakpur w dystrykcie Ramechhap. Według nepalskiego spisu powszechnego z 2001 roku liczył on 529 gospodarstw domowych i 2575 mieszkańców (1429 kobiet i 1146 mężczyzn).